# Reação de rubor de álcool
A reação de rubor alcoólica é uma condição na qual uma pessoa desenvolve rubor ou manchas associadas a eritema na face, pescoço, ombros e, em alguns casos, em todo o corpo após o consumo de bebidas alcoólicas. A reação é o resultado de um acúmulo de acetaldeído, um subproduto metabólico do metabolismo catabólico do álcool, e é causada por uma deficiência de aldeído desidrogenase 2. 
Essa síndrome tem sido associada a taxas de alcoolismo abaixo da média, possivelmente devido à sua associação com efeitos adversos após o consumo de álcool.  No entanto, também tem sido associada a um risco aumentado de câncer de esôfago naqueles que bebem.   
O "rubor asiático" é comum no leste asiático, com aproximadamente 30 a 50% dos chineses, japoneses e coreanos apresentando respostas fisiológicas características ao consumo de álcool, que incluem rubor facial, náuseas, dores de cabeça e batimentos cardíacos acelerados. A condição também pode ser altamente prevalente em algumas populações do Sudeste Asiático e Inuit.  

## Sinais e sintomas

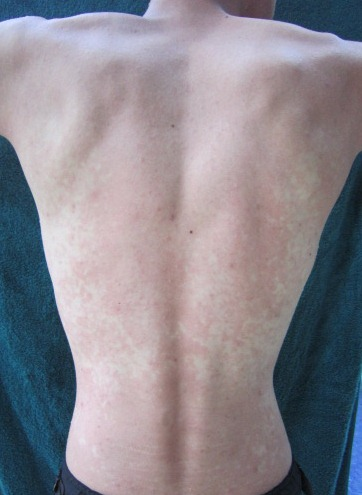
As costas de um homem do Leste Asiático mostrando reação de rubor de álcool.

O sintoma mais óbvio da reação de rubor de álcool é o rubor no rosto e no corpo de uma pessoa depois de beber álcool.  Outros efeitos incluem "náusea, dor de cabeça e desconforto físico geral".  As pessoas que experimentam a reação podem ser menos propensas ao alcoolismo, pois ela tende a desencorajá-las de beber.

## Genética
Cerca de 30 a 50% dos asiáticos orientais carregam o alelo rs671 (ALDH2*2) no cromossomo 12, o que resulta em uma enzima acetaldeído desidrogenase menos funcional, responsável pela degradação do acetaldeído e responsável pela maioria dos incidentes de reação de rubor de álcool em todo o mundo. De acordo com a análise do projeto HapMap, 30% a 50% das pessoas de ascendência chinesa, japonesa e coreana têm pelo menos um alelo ALDH2*2, embora seja raro entre europeus e africanos subsaarianos. 